# Larino
Larino is een plaats in de Italiaanse regio Molise en ligt in de provincie Campobasso.
Larino ligt in de vruchtbare vallei van de rivier de Biferno. De middeleeuwse plaats wordt omringd door uitgestrekte olijfboomgaarden. Het oude centrum is gebouwd is de vorm van een vleugel, die terug te vinden is in het wapen van de plaats. De geschiedenis van Larino gaat duizenden jaren terug, ze werd al door de Samnieten bewoond. Gedurende de Romeinse periode was Larino een municipium en behoorde toe aan de Secunda Regio (het huidige Apulië). In Larino is nog het restant te vinden van een amfitheater uit deze periode. Het huidige Larino is gebouwd in de 13de eeuw nadat het verwoest was door een aardbeving.

## Bezienswaardigheden
- Resten van het Romeinse "Larinum"
- Gottische kathedraal "San Pardo" uit 1319
- Museo Civico

## Afbeeldingen

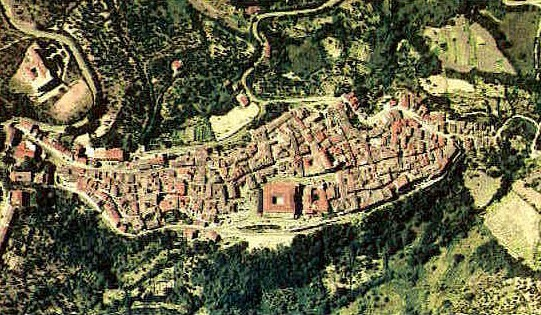
Luchtfoto Larino
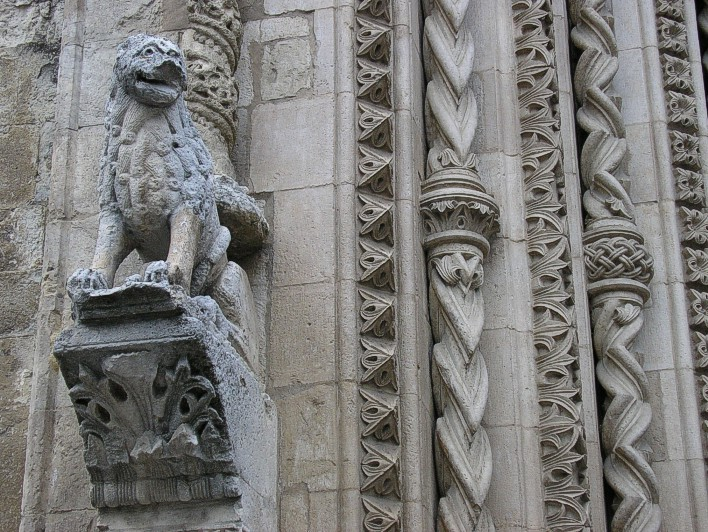
Detail kathedraal